# Saint Patrick (Nuevo Brunswick)
Saint Patrick es una parroquia canadiense situada en la provincia de Nuevo Brunswick.

## Superficie
Saint Patrick tiene una superficie de 236,59 km².

## Demografía
En 2021, tenía 710 habitantes, una densidad poblacional de 3 hab./km², y 408 viviendas.